# Ungarische Badmintonmeisterschaft 2017
Die Ungarische Badmintonmeisterschaft 2017 fand am 1. und 2. April 2017 in Pécs statt.

## Sieger und Platzierte
| Disziplin    | Gold                               | Silber                      | Bronze                                  |
| ------------ | ---------------------------------- | --------------------------- | --------------------------------------- |
| Herreneinzel | Gergely Krausz                     | Márton Szerecz              | Gergő Pytel                             |
| Herreneinzel | Gergely Krausz                     | Márton Szerecz              | Zoltán Kereszti                         |
| Dameneinzel  | Vivien Sándorházi                  | Klaudia Kata Kispál         | Daniella Gonda                          |
| Dameneinzel  | Vivien Sándorházi                  | Klaudia Kata Kispál         | Orsolya Varga                           |
| Herrendoppel | Gergely Krausz Gergő Pytel         | Levente Csiszér Pál Pádár   | Zoltán Kereszti József Mester           |
| Herrendoppel | Gergely Krausz Gergő Pytel         | Levente Csiszér Pál Pádár   | Kristóf Horváth Csaba Szikra            |
| Damendoppel  | Nikoletta Bukoviczki Réka Madarász | Zsuzsa Czifra Kitti Szoták  | Csilla Fórián Daniella Gonda            |
| Damendoppel  | Nikoletta Bukoviczki Réka Madarász | Zsuzsa Czifra Kitti Szoták  | Krisztina Ádám Renata Pothorszky        |
| Mixed        | András Piliszky Vivien Sándorházi  | József Mester Orsolya Varga | Bence Pytel Ágnes Kőrösi                |
| Mixed        | András Piliszky Vivien Sándorházi  | József Mester Orsolya Varga | Márk Szent-Andrássy Klaudia Kata Kispál |